# Kheïreddine Zetchi
Kheïreddine Zetchi, né le 24 octobre 1965 à Bordj Bou Arreridj (Algérie), est un homme d'affaires et un dirigeant de football algérien.
Il est président du club de football Paradou Athletic Club entre 1994 et 2017 et depuis 2021, et président de la Fédération algérienne de football de 2017 à 2021.

## Biographie
Kheïreddine Zetchi naît le 24 octobre 1965 à Bordj Bou Arreridj en Algérie, il fait fortune dans la fabrication de céramique avec son entreprise Faïenceries algériennes.
En 1994, il préside aux destinées du Paradou Athletic Club, un club de football basé à Hydra. Son objectif est de créer un centre de formation, et faire du Paradou AC la seule et unique véritable académie de football en Algérie.
En 2007, il lance concrètement le projet en s'associant avec la fameuse JMG Academie.
Créée par Jean-Marc Guillou, cette académie utilise des méthodes originales et novatrices ayant eu des résultats probants dans d'autres pays, particulièrement en Côte d'Ivoire. Son modèle est une grande réussite, en moins de 10 ans l'académie du Paradou devient une référence en Algérie dans la formation de jeunes footballeurs.
Le 20 mars 2017, il est élu président de la Fédération algérienne de football. En 2021, contre toute attente, une compagne invraisemblable, nauséabonde contre le président Zetchi afin de l’éjecter. Des rumeurs disent que c’est le clan Raouraoua qui a mené cette compagne. En effet, la dernière sortie médiatique de l'ancien ministre de la Jeunesse et des Sports fait grincer les dents. En 2019, Mohamed Raouraoua voulait le départ de Kheireddin Zetchi et de Djamel Belmadi. Selon les déclarations de Raouf Salim Bernaoui, l'ancien président de la FAF lui avait demandé de mettre terme aux fonctions de Zetchi, président de la structure fédérale à l'époque. Le nom de Djamel Belmadi semblait également déranger Raouraoua qui a demandé son changement, quatre mois avant le début de la CAN 2019.[réf. nécessaire]
En juillet 2024, il est soupçonné de corruption par la justice algérienne, la Fédération algérienne de football à déposer une plainte auprès du parquet d’Alger. Dans ce contexte il est placé sous mandat de dépôt le 27 novembre 2024 et incarcéré à la prison de Koléa.